# Chiesa dei Santi Gervasio e Protasio (Lecco)
La chiesa dei Santi Gervasio e Protasio è la parrocchiale del rione di Castello di Lecco in Lombardia. Fu sede prepositurale della pieve di Lecco fino al 1584 poi trasferita nell'attuale basilica di San Nicolò.

## Storia

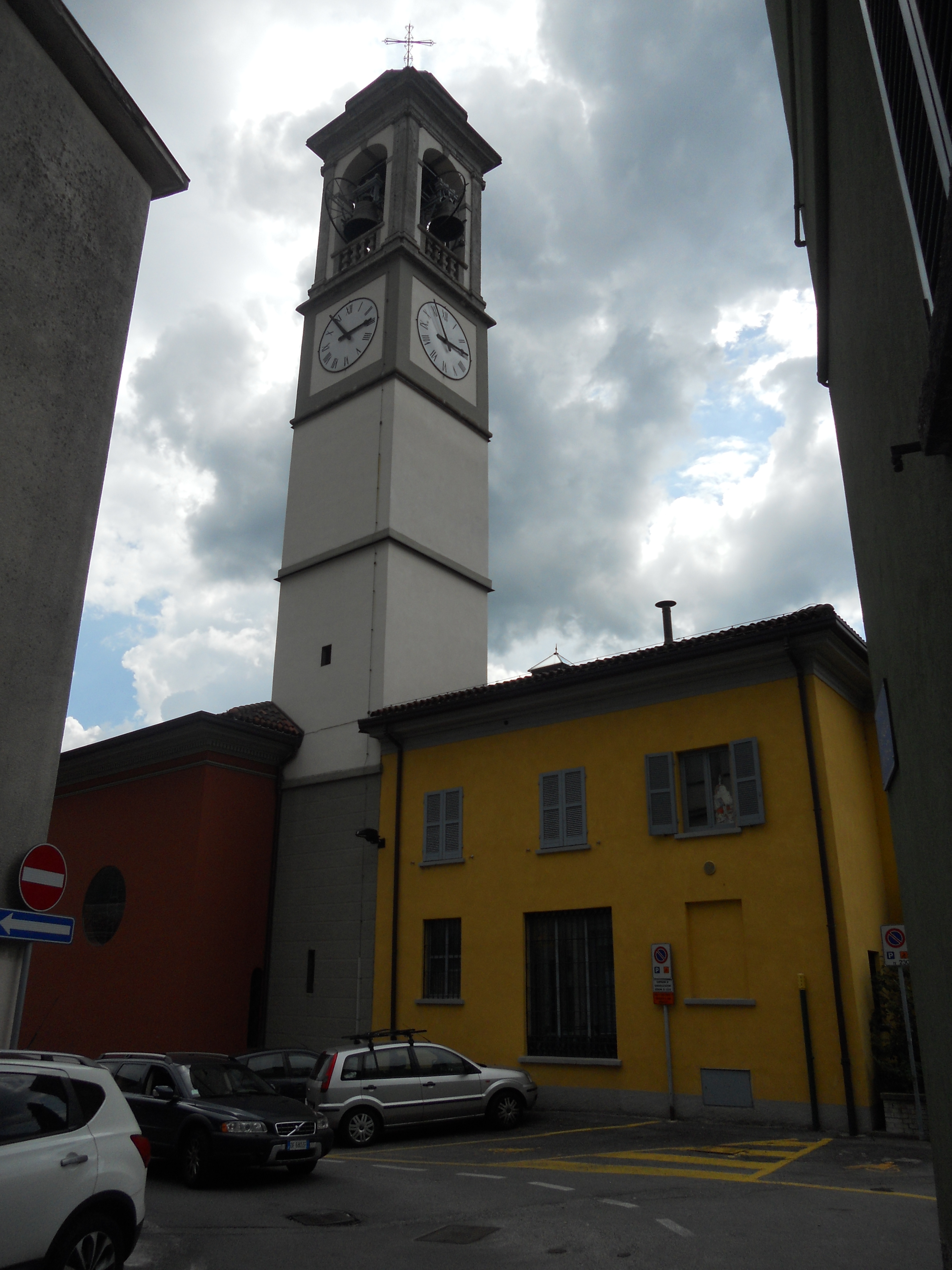
Campanile della chiesa dei Santi Gervasio e Protasio nel rione di Castello sopra Lecco

I primi documenti datano la chiesa di architettura principale di tipo romanico intorno alla fine del Duecento dove è attestata l'esistenza dell'edificio tramite il Liber Notitiae Sanctorum Mediolani compilato da Goffredo da Bussero con i due altari laterali dedicati a San Giovanni Apostolo e a San Nazaro. Alla struttura originaria risalgono un affresco tardogotico, basamenti di antiche colonne della navata e una monofora del presbiterio, elementi ritrovati durante alcuni lavori di restauro avvenuti nel corso del Novecento.
Nel 1337 è documentata la nomina del chierico lecchese Giacomo Bertaroni a Prevosto della chiesa dei santi Gervasio e Protasio, che a quell'epoca era dunque già stata insignita della dignità prepositurale. La visita compiuta nel 1455 dall'arcivescovo Gabriele Sforza conferma che, a seguito degli scontri tra truppe malatestiane e viscontee, la chiesa, privata non solo degli arredi ma anche della campana che era stata trasferita nella chiesa di S. Nicolò, fu abbandonata dal clero che preferì trasferirsi entro le mura del borgo di Lecco.
La vecchia prepositura fu comunque oggetto negli anni successivi di una generale ristrutturazione anche perché formalmente restava sede del Prevosto, tanto da necessitare di una riconsacrazione che una nota di messale tramandava al 24 agosto 1480.
Nel 1514 viene nominato cappellano Stefano Gazzari, un esponente di una delle maggiori famiglie del territorio, il quale avviò ulteriori lavori di rinnovo concentrati nella zona presbiteriale ed alcuni interventi decorativi. 
Nel 1584 la sede prepositurale fu definitivamente spostata nella chiesa di S. Nicolò a Lecco segnando paradossalmente l'inizio della rinascita della canonica e soprattutto della parrocchiale, sia per la ripresa demografica connessa allo sviluppo locale del commercio favorito dal passaggio della strada per la Valsassina, sia per la presenza fissa di un parroco che poteva occuparsi a tempo pieno delle esigenze spirituali e materiali della parrocchiama fu solo nel 1614 che l'edificio assunse la grandezza attuale con il prolungamento delle navate. Al 1600 risale la riconsacrazione dell'altare maggiore per mano dell'allora vescovo di Como Filippo Archinto, su delega dell'arcidiocesi di Milano. In questo periodo esisteva ancora l'antico battistero plebano, un piccolo edificio a pianta quadrata collocato all'esterno della chiesa.
L'attuale facciata barocca risale ai primi anni del Settecento - il portale è datato 1705 -  ma snaturata nella parte superiore da aggiunte e sovrastrutture risalenti al 1926 e rinnovata successivamente assieme al tetto nel 2004. Il campanile, costruito da Giuseppe Zanoia nel XVIII secolo, fu rifatto nel 1816 su progetto dell'architetto Giuseppe Bovara.
Tra il 1873 e il 1880, scartata l'idea di demolire il vecchio edificio per far posto a una nuova chiesa disegnata dall'architetto Giuseppe Pestagalli, l'interno fu completamente rinnovato adornato inoltre di due grandi affreschi nella cappella maggiore, opere del pittore bergamasco Giuseppe Carsana.
Tra il 1926 e il 1930 venne realizzata la costruzione della grandiosa cappella del Crocifisso e dell'altare a destra del transetto dove fu collocata la statua del Sacro Cuore oltre agli affreschi raffiguranti il rinvenimento dei corpi dei santi Gervasio e Protasio sopra le cappelle laterali.

## Descrizione
All'interno si trova un organo con ante dipinte collocato su una balconata sospesa sulla parete destra del presbiterio, due grandi affreschi nella cappella maggiore raffiguranti il Primato di Pietro e una Predicazione di Gesù entrambe opere del pittore bergamasco Giuseppe Carsana, la cappella del Crocifisso, quella della Madonna del Rosario e quella di San Giuseppe nonché la statua del Sacro Cuore donata dall'Acciaieria e Ferriera del Caleotto. Le statue della cappella del Crocefisso sono opere del periodo barocco, mentre l'altare maggiore in marmo è del Settecento.
A tutt'oggi sono visibili al pubblico alcuni resti della chiesa quattrocentesca.